# Прядильно-ниточный комбинат им. С. М. Кирова
Прядильно-ниточный комбинат им. С. М. Кирова — текстильное предприятие в Санкт-Петербурге, основанное в 1833 году.

## Названия
- 1833 — Бумагопрядильная фабрика барона Л. И. фон Штиглица;
- 1850 — Бумагопрядильная фабрика компании Невской бумагопрядильной мануфактуры;
- 1920 — Бумагопрядильная фабрика имени С. Халтурина;
- 1924 — Прядильно-ниточная фабрика имени С. Халтурина;
- 1937 — Государственный автономный прядильно-ниточный комбинат имени С. М. Кирова;
- 1942 — Прядильно-ниточный комбинат им. С. М. Кирова; 1966 — Ордена Трудового Красного знамени прядильно-ниточный комбинат им. С. М. Кирова;
- 1983 — Ордена Трудового Красного знамени и ордена Октябрьской Революции прядильно-ниточный комбинат им. С. М. Кирова;
- 1994 — АООТ «Прядильно-ниточный комбинат им. С. М. Кирова»;
- 1996 — ОАО «Прядильно-ниточный комбинат им. С. М. Кирова»[1].

## История

### Невская бумажная мануфактура
6 (18) октября 1833 года, при участии барона Л. Штиглица и генерал-лейтенанта А. Вильсона, была заложена Невская бумажная мануфактура, которая стала в XX веке основой комбината. В 1834 году были установлены 84 прядильные машины с 33 тысячами веретен и паровыми машинами с трубами, которые получили названия «Вера», «Надежда», «Любовь». Их общая мощность достигала 450 лошадиных сил.
20 декабря 1850 года (1 января 1851) была учреждена акционерная компания «Невская бумагопрядильная мануфактура», с капиталом 1 миллион рублей. В 1857 году был построен новый корпус, а в 1859 году на его этажах заработали около 61 тысячи веретен, что составляло свыше 37 % всего прядильного оборудования Российской империи.
В 1862 году на мануфактуре насчитывалось 1845 машин, численность рабочих составляла около 2 000, с заработной платой на каждого в месяц — 20 000 рублей. При мануфактуре также имелась воскресная школа на 250 человек, которая содержалась за счет компании, и сберегательная касса. Мануфактура потребляла ежегодно 172 тысяч пудов хлопчатой бумаги на сумму 1,5 миллиона рублей, в результате чего получало 150 тысячи пуда пряжи на сумму 2,25 миллиона рублей. Сбыт готовой продукции осуществлялся в Москве.
В конце 1890-х годов фабрика стала собственностью английского ниточного треста, под управлением Рудольфа Хаммершмидта, а в 1919 году была национализирована.

### Советский период
С начала Великой Отечественной войны 3 тысячи сотрудников участвовали в строительстве инженерных сооружений оборонительного рубежа, общей протяженностью 11 километров, а также в тушении снарядов и донорстве крови. Цеха обогревались вмерзшим в землю паровозом и вмерзшим в лед Невы пароходом. Благодаря этому, комбинат мог осуществлять свою работу. За время войны на комбинате было изготовлено 20 тысяч квадратных метров маскировочных сетей, которые использовались для укрытия особо важных зданий города. В 1942 году было создано подсобное хозяйство в Разметельево и, в 1944 году, в Антропшино. В 1943 году было частично возобновлено производство ниток. В 1944 году закончен ввод в работу законсервированного, во время блокады, оборудования и выпущено 300 тонн пряжи и 160 миллионов катушек ниток. За время войны 300 блокадников — работников комбината — награждены медалью «За оборону Ленинграда», и 240 — знаком «Жителю блокадного Ленинграда».
В 1988 году при комбинате был сформирован собственный женский футбольный клуб «Аврора».

## Производство продукции

### Внутренний рынок
Доля выпускаемой продукции для внутреннего рынка Российской федерации составляет 60 %. Предприятие является поставщиком ниток для изготовления предметов форменного обмундирования Министерства обороны, МВД России, МЧС России, ФСБ России, СВР России, ФСО России.

### Экспорт
До Первой мировой войны продукция экспортировалась в Англию, Китай, Монголию. В 1927 году был принят новый послевоенный экспортный заказ. В 2018 году продукция экспортировалась в страны Евросоюза  и СНГ , а доля экспорта составляла 14 %, от общего объёма выпускаемой продукции.

## Награды
- 1861 г. — Всероссийская мануфактурная выставка (большая серебряная медаль с дипломом)[2][3].
- 1878 г. — Всемирная выставка (большая серебряная медаль с дипломом)[3].

### Комментарии
1. ↑  Германия, Литва, Латвия, Чехия, Финляндия и Эстония
2. ↑  Азербайджан, Армения, Беларусь, Кыргызстан, Молдавия, Таджикистан, Узбекистан